# Карантинная бухта
Карантинная бухта — часть акватории Севастопольской бухты, расположенная сразу же к западу от южного входного мола.
На северо-западном берегу бухты в 519 —518 годах до нашей эры греками был основан древний город Херсонес, остатки которого сохранились до наших дней. Территория Херсонеса и часть акватории Карантинной бухты являются археологическим заповедником. Названа бухта Карантинной, так как её акватория использовалась для стоянки судов, проходивших карантин. Вот как об этом сказано в Лоции Чёрного моря, изданной в 1851 году:

«Ближайшая к выходу (из Севастопольской бухты) называется Карантинною бухтою. Здесь обыкновенно выдерживают карантин суда».
 На восточном берегу бухты в XIX веке располагалась Карантинная служба порта Севастополь, предназначенная для предотвращения распространения инфекционных заболеваний с приходящих в порт судов.
После аннексии Крыма в бухте находится стоянка 295-го Сулинского Краснознамённого дивизиона ракетных катеров Черноморского флота России